# Název Kosova

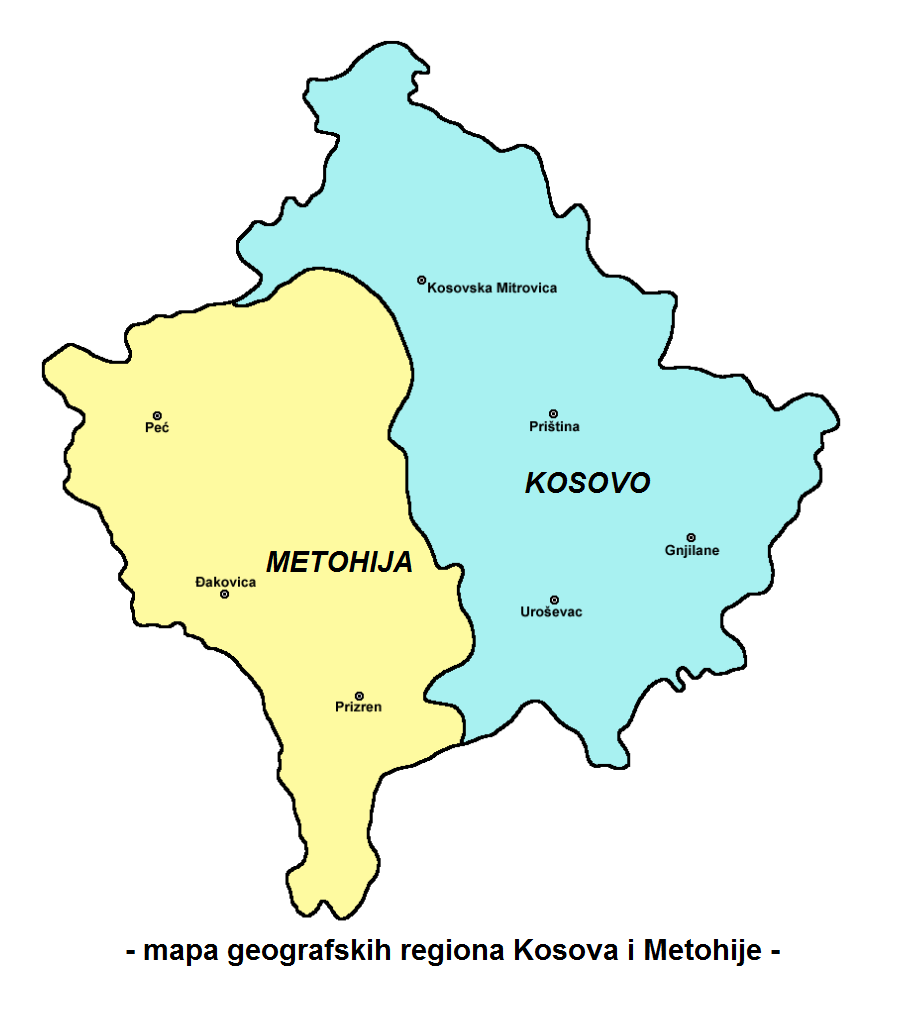
Metochie (3 340 km²) v rámci Kosova

Celá oblast dnešního Kosova se v češtině zjednoduše nazývá Kosovo a albánsky Kosova (v určité formě kɔsɔːva), nebo Kosove (v neurčité formě kɔsɔːv). V Srbsku se formálně rozlišuje mezi východní a západní částí této oblasti. Srbský název Kosovo (Косово) se používá pro východní část oblasti, kterou lze označit za historické Kosovo pole. Pro západní část platí název Metochie (Метохија), zatímco v albánštině má tato část název Dukagjini.
Kosovo (srbsky Косово) je srbský střední rod přivlastňovacího přídavného jména, odvozeného od slovanského slova kos (česky „kos“). Je to elipsa neboli výpustek pro název území Kosovo Polje, na kterém proběhla v roce 1389 pro Srbsko tragická Bitva na Kosově poli. Název Kosovo pole byl aplikován na osmanskou provincii (vilájet), která byla vytvořena v roce 1864.
Jméno Kosova je citlivou otázkou jak pro Srby, tak pro Albánce. Na „hlavním“ názvu (odvozeném ze slovanského kos/кос – „kos“) se obě etnika shodují – Kosovo (srbsky Kosovo/Косово; albánsky Kosova či Kosovë). Před rokem 1945 Srbové tuto oblast spolu s okolními kraji zahrnovali pod „Staré Srbsko“ nebo „Jižní Srbsko“. Avšak druhá část názvu – Metochie (srbsky Metochija/Метохија, z řeckého μετόχια, označuje „klášterní panství“) – je předmětem sporu. Srbové tak nazývají západní, s Černou Horou a Albánií hraničící třetinu Kosova, kde měl od středověku až do komunistického znárodnění v roce 1945 velké pozemky pećský patriarchát Srbské pravoslavné církve. Pro Srby přídavek „a Metochie“ neznamená pouze přesnější geografické určení, ale symbolizuje především starobylý pravoslavný charakter oblasti. Ze stejného důvodu naopak Albánci tento přídavek ostře odmítají a trvají na souhrnném jméně Kosovo, popř. Metochii spolu s přilehlými oblastmi Albánie neoficiálně označují za Rrafshi i Dukagjinit („Dukagjiniho pláň“; podle Leka Dukagjiniho, albánského vládce a slavného zákonodárce z 15. století).
A tak zatímco podle ústavy Srbska je oficiálním názvem území oblasti Kosovo a Metochie (srbsky Kosovo i Metohija/Косово и Метохија), nynější albánská vláda v Kosovu, stejně jako UNMIK a Rezoluce Rady bezpečnosti OSN č. 1244 používají výhradně název Kosovo. Nicméně i v samotném Srbsku se hovorově zpravidla Metochie vynechává, nebo se používá sloučenina Kosmet či zkratka KiM.
Současné hranice Kosova byly upřesněny již v rámci Socialistické federativní republiky Jugoslávie v roce 1946, kdy byla vytvořena Autonomní provincie Kosovo a Metochie jako administrativní součást tehdejší Socialistické republiky Srbsko. V roce 1974 byl původní název obsahující obě části oblasti, tedy „Kosovo a Metochije“, zredukován na pouhé „Kosovo“ v novém názvu Socialistická autonomní oblast Kosovo. V roce 1990 byla oblast přejmenována na Autonomní oblast Kosovo a Metochie (srbsky Аутономна Покрајина Косово и Метохија, Autonomna Pokrajina Kosovo i Metohija).
Proměnlivá míra autonomie, skrytý boj mezi převážně muslimskými Albánci a pravoslavnými Srby o mocenskou převahu, jakož i změny politicko-ekonomického zřízení, se opakovaně projevovaly i v názvu autonomního Kosova:
- Autonomní Kosovsko-metochijská oblast (Autonomna Kosovsko-Metohijska Oblast, Territori Autonom i Kosovës dhe Metohisë) – od 1946, v dobové terminologii oblast měla naznačovat nižší míru samosprávy než měla pokrajina, v tomto případě jen Vojvodina;
- Autonomní provincie Kosovo a Metochie (Autonomna Pokrajina Kosovo i Metohija, Krahina Autonome e Kosovës dhe Metohisë) – od 1963;
- Socialistická autonomní provincie Kosovo (Socijalistička Autonomna Pokrajina Kosovo; Krahina Socialiste Autonome e Kosovës) – od 1974;
- Autonomní provincie Kosovo a Metochie (Autonomna Pokrajina Kosovo i Metohija, Krahina Autonome e Kosovës dhe Metohisë) – od 1990.

Ústavní dodatek z roku 1963 povýšil status území na větší míru samosprávy, Kosovo se dostalo na roveň Vojvodiny. V roce 1974, kdy v celé SFRJ proběhla velká ústavní reforma, Jugoslávie i všechny republiky schválily nové ústavy, což mimo jiné vedlo k posílení autonomie Kosova a Vojvodiny uvnitř Srbska. Kosovu byla z názvu odebrána „Metochie“, aby se vyšlo vstříc místní albánské většině, a přidán atribut „socialistická“ – v souladu s tehdejší politikou státu. Rozpad Jugoslávie a restaurace kapitalismu se opět promítly do názvu kosovské oblasti, a to v opačném duchu: přídomek socialistická byl vypuštěn, naopak opět byl přidán dovětek „a Metochie“. Jednalo se o symbolické gesto, které mělo deklarovat větší připoutání oblasti k vlastnímu Srbsku.
Podle deklarace kosovské nezávislosti z roku 2008 se dlouhým jménem nového státu stal název Kosovská republika (albánsky Republika e Kosovës, srbsky Република Косово, Republika Kosovo). Tento název je obsažen v platné ústavě tohoto státu a používá se v jeho mezinárodním styku. Podle výsledku jednání mezi Srbskem a Kosovskou republikou, zprostředkovaného Evropskou unií, se tento stát podílí na některých mezinárodních organizacích a fórech pod označením „Kosovo *“, ke kterému je uvedena poznámka pod čarou, znějící: „Tímto označením nejsou dotčeny postoje k otázce statusu a označení je v souladu s rezolucí Rady bezpečnosti OSN č. 1244 a stanoviskem Mezinárodního soudního dvora k vyhlášení nezávislosti Kosova“. Tato dílčí úmluva dostala přízvisko „hvězdičková úmluva“ a byla schválena v rámci mezinárodní dohody, podepsané dne 24. února 2012, která obsahovala celkem 11 bodů.